# Birgitta Zetterström-Karpe
Birgitta Zetterström-Karpe, senast folkbokförd Tyra Birgitta Karpe, född Rhodin 20 december 1920 i Stockholm, död 31 mars 1998 i Stockholm, var en svensk ögonläkare. Hon var verksam vid Karolinska Institutet, där hon utnämndes till professor i oftalmologi 1974 som den andra kvinnliga professorn vid Karolinska Institutet efter Nanna Svartz. Hon var 1974–1986 ledamot av Nobelförsamlingen vid Karolinska Institutet.
Zetterström-Karpe blev med. lic. i Stockholm 1948, med. dr 1956, docent i oftalmiatrik vid Karolinska institutet 1956, biträdande överläkare vid ögonkliniken på Karolinska sjukhuset 1958, professor i oftalmiatrik vid Karolinska institutet och överläkare vid Huddinge sjukhus 1974–1987. Hon författade skrifter i oftalmologi.
Hon var dotter till läkarna Nils Rhodin och Tyra Sjöquist-Rhodin. Hon var gift två gånger, första gången 1946–1958 gift med professor Rolf Zetterström (1920–2011) och fick barnen Maria 1949, Charlotta 1951 och Tyra 1954. Andra gången var hon gift från 1960 med professor Gösta Karpe (1908–1990) och fick tvillingsöner 1962. En dotterdotter är skådespelaren Zara Zetterqvist.
Birgitta Zetterström-Karpe är begravd på Norra begravningsplatsen utanför Stockholm.